# Wahlkreis Massa (Camera dei deputati)
Der Wahlkreis Massa war von 1993 bis 2005 und ist seit 2017 wieder ein Wahlkreis (italienisch collegio elettorale) für die Wahl der Abgeordnetenkammer.

## Von 1993 bis 2005

### Wahlkreisgebiet
| Wahlkreise – Camera dei deputati – Toskana | Wahlkreise – Camera dei deputati – Toskana | Wahlkreise – Camera dei deputati – Toskana |
| Provinz                                    | Provinz                                    | Gemeinden nach Provinzen ⮞ Wahlkreis |
| ------------------------------------------ | ------------------------------------------ | --- |
|                                            | Provinz Arezzo (39 Gemeinden)              | 11 ⮞ Wahlkreis Arezzo 21 ⮞ Wahlkreis Montevarchi 7 ⮞ Wahlkreis Cortona |
|                                            | Provinz Florenz (44 Gemeinden)             | Teil von Florenz ⮞ Wahlkreis Florenz 1 Teil von Florenz ⮞ Wahlkreis Florenz 2 Teil von Florenz ⮞ Wahlkreis Florenz 3 14 + Teil von Florenz ⮞ Wahlkreis Florenz – Pontassieve 10 ⮞ Wahlkreis Bagno a Ripoli 8 ⮞ Wahlkreis Empoli 6 ⮞ Wahlkreis Scandicci 5 ⮞ Wahlkreis Sesto Fiorentino |
|                                            | Provinz Grosseto (28 Gemeinden)            | 10 ⮞ Wahlkreis Grosseto 17 ⮞ Wahlkreis Massa Marittima 1 ⮞ Wahlkreis Piombino |
|                                            | Provinz Livorno (20 Gemeinden)             | 1 + Teil von Livorno ⮞ Wahlkreis Livorno – Collesalvetti 2 + Teil von Livorno ⮞ Wahlkreis Livorno – Rosignano Marittimo 16 ⮞ Wahlkreis Piombino |
|                                            | Provinz Lucca (35 Gemeinden)               | 3 ⮞ Wahlkreis Lucca 26 ⮞ Wahlkreis Capannori 4 ⮞ Wahlkreis Viareggio 2 ⮞ Wahlkreis Massa |
|                                            | Provinz Massa-Carrara (17 Gemeinden)       | 2 ⮞ Wahlkreis Massa 15 ⮞ Wahlkreis Carrara |
|                                            | Provinz Pisa (39 Gemeinden)                | 3 ⮞ Wahlkreis Pisa 10 ⮞ Wahlkreis Cascina 25 ⮞ Wahlkreis Pontedera 1 ⮞ Wahlkreis Viareggio |
|                                            | Provinz Pistoia (22 Gemeinden)             | 8 ⮞ Wahlkreis Pistoia 12 ⮞ Wahlkreis Montecatini Terme 2 ⮞ Wahlkreis Prato – Montemurlo |
|                                            | Provinz Prato (7 Gemeinden)                | 2 + Teil von Prato ⮞ Wahlkreis Prato – Carmignano 4 + Teil von Prato ⮞ Wahlkreis Prato – Montemurlo |
|                                            | Provinz Siena (36 Gemeinden)               | 11 ⮞ Wahlkreis Siena 11 ⮞ Wahlkreis Cortona 14 ⮞ Wahlkreis Massa Marittima |

Der Wahlkreis umfasste 4 Gemeinden:
- 2 Gemeinden der Provinz Massa-Carrara (Massa und Montignoso);
- 2 Gemeinden der Provinz Lucca (Forte dei Marmi und Pietrasanta).

### Wahlergebnisse

#### Parlamentswahl 1994

##### Direktstimmen
| Kandidaten               | Kandidaten                   | Parteien                                 | Stimmen | %    |
| ------------------------ | ---------------------------- | ---------------------------------------- | ------- | ---- |
|                          | Fabio Evangelistigewählt     | Progressisti                             | 31.234  | 40,2 |
|                          | Riccardo Fragassi            | Polo delle Libertà (FI – LN – CCD – UdC) | 19.904  | 25,6 |
|                          | Cesare Ugolotti              | Patto per l’Italia                       | 12.231  | 15,8 |
|                          | Nicola Silvestri             | Alleanza Nazionale                       | 11.043  | 14,2 |
|                          | Carlo Maria Roberto Del Nero | Lista Marco Pannella – Riformatori       | 3.219   | 4,1  |
| Gesamt                   | Gesamt                       | Gesamt                                   | 77.631  | 100  |
|                          |                              |                                          |         |      |
| Ungültige Stimmen        | Ungültige Stimmen            | Ungültige Stimmen                        | 7.357   | 8,7  |
| Wähler                   | Wähler                       | Wähler                                   | 84.988  | 89,9 |
| Wahlberechtigte          | Wahlberechtigte              | Wahlberechtigte                          | 94.538  |      |
|                          |                              |                                          |         |      |
| Quelle: Innenministerium |                              |                                          |         |      |

##### Listenstimmen
| Parteien                             | Parteien                        | Parteien                           | Stimmen | %    |
| ------------------------------------ | ------------------------------- | ---------------------------------- | ------- | ---- |
|                                      | Progressisti                    | Partito Democratico della Sinistra | 15.974  | 20,3 |
| Partito della Rifondazione Comunista | Progressisti                    | 9.792                              | 12,4    |      |
| Partito Socialista Italiano          | Progressisti                    | 2.410                              | 3,1     |      |
| Federazione dei Verdi                | Progressisti                    | 2.147                              | 2,7     |      |
| La Rete                              | Progressisti                    | 1.099                              | 1,4     |      |
| Alleanza Democratica                 | Progressisti                    | 1.085                              | 1,4     |      |
| ↳ Gesamt                             | Progressisti                    | 32.507                             | 41,3    |      |
|                                      | Polo delle Libertà              | Forza Italia                       | 16.570  | 21,0 |
| Lega Nord                            | Polo delle Libertà              | 3.023                              | 3,8     |      |
| ↳ Gesamt                             | Polo delle Libertà              | 19.593                             | 24,9    |      |
|                                      | Patto per l’Italia              | Partito Popolare Italiano          | 7.262   | 9,2  |
| Patto Segni                          | Patto per l’Italia              | 4.834                              | 6,1     |      |
| ↳ Gesamt                             | Patto per l’Italia              | 12.096                             | 15,4    |      |
|                                      | Alleanza Nazionale              | Alleanza Nazionale                 | 10.440  | 13,3 |
|                                      | Lista Marco Pannella            | Lista Marco Pannella               | 3.138   | 4,0  |
|                                      | Socialdemocrazia per le Libertà | Socialdemocrazia per le Libertà    | 776     | 1,0  |
|                                      | Insieme per lo Sviluppo         | Insieme per lo Sviluppo            | 206     | 0,3  |
| Gesamt                               | Gesamt                          | Gesamt                             | 78.756  | 100  |
|                                      |                                 |                                    |         |      |
| Ungültige Stimmen                    | Ungültige Stimmen               | Ungültige Stimmen                  | 6.232   | 7,3  |
| Wähler                               | Wähler                          | Wähler                             | 84.988  | 89,9 |
| Wahlberechtigte                      | Wahlberechtigte                 | Wahlberechtigte                    | 94.538  |      |
|                                      |                                 |                                    |         |      |
| Quelle: Innenministerium             |                                 |                                    |         |      |

#### Parlamentswahl 1996

##### Direktstimmen
| Kandidaten               | Kandidaten               | Parteien            | Stimmen | %    |
| ------------------------ | ------------------------ | ------------------- | ------- | ---- |
|                          | Fabio Evangelistigewählt | L’Ulivo             | 39.031  | 52,4 |
|                          | Luigi Della Pina         | Polo per le Libertà | 29.820  | 40,1 |
|                          | Gianfranco Lodezzano     | Fiamma Tricolore    | 2.797   | 3,8  |
|                          | Vincenzo Soldati         | Lega Nord           | 2.782   | 3,7  |
| Gesamt                   | Gesamt                   | Gesamt              | 74.430  | 100  |
|                          |                          |                     |         |      |
| Ungültige Stimmen        | Ungültige Stimmen        | Ungültige Stimmen   | 7.681   | 9,4  |
| Wähler                   | Wähler                   | Wähler              | 82.111  | 86,0 |
| Wahlberechtigte          | Wahlberechtigte          | Wahlberechtigte     | 95.485  |      |
|                          |                          |                     |         |      |
| Quelle: Innenministerium |                          |                     |         |      |

##### Listenstimmen
| Parteien                                          | Parteien                             | Parteien                             | Stimmen | %    |
| ------------------------------------------------- | ------------------------------------ | ------------------------------------ | ------- | ---- |
|                                                   | Polo per le Libertà                  | Alleanza Nazionale                   | 13.858  | 18,3 |
| Forza Italia                                      | Polo per le Libertà                  | 13.129                               | 17,4    |      |
| CCD – CDU                                         | Polo per le Libertà                  | 4.201                                | 5,6     |      |
| ↳ Gesamt                                          | Polo per le Libertà                  | 31.188                               | 41,3    |      |
|                                                   | L’Ulivo                              | Partito Democratico della Sinistra   | 17.064  | 22,6 |
| Popolari per Prodi (PPI – SVP – PRI – UD – Prodi) | L’Ulivo                              | 5.258                                | 7,0     |      |
| Rinnovamento Italiano                             | L’Ulivo                              | 2.534                                | 3,4     |      |
| Federazione dei Verdi                             | L’Ulivo                              | 1.654                                | 2,2     |      |
| ↳ Gesamt                                          | L’Ulivo                              | 26.510                               | 35,1    |      |
|                                                   | Partito della Rifondazione Comunista | Partito della Rifondazione Comunista | 12.412  | 16,4 |
|                                                   | Lega Nord                            | Lega Nord                            | 2.104   | 2,8  |
|                                                   | Lista Pannella – Sgarbi              | Lista Pannella – Sgarbi              | 1.312   | 1,7  |
|                                                   | Fiamma Tricolore                     | Fiamma Tricolore                     | 807     | 1,1  |
|                                                   | Partito Socialista                   | Partito Socialista                   | 802     | 1,1  |
|                                                   | Mani Pulite                          | Mani Pulite                          | 216     | 0,3  |
|                                                   | Movimento Autonomista Toscano        | Movimento Autonomista Toscano        | 189     | 0,3  |
|                                                   | Partito Umanista                     | Partito Umanista                     | 50      | 0,1  |
| Gesamt                                            | Gesamt                               | Gesamt                               | 75.590  | 100  |
|                                                   |                                      |                                      |         |      |
| Ungültige Stimmen                                 | Ungültige Stimmen                    | Ungültige Stimmen                    | 6.485   | 7,9  |
| Wähler                                            | Wähler                               | Wähler                               | 82.075  | 86,0 |
| Wahlberechtigte                                   | Wahlberechtigte                      | Wahlberechtigte                      | 95.485  |      |
|                                                   |                                      |                                      |         |      |
| Quelle: Innenministerium                          |                                      |                                      |         |      |

#### Parlamentswahl 2001

##### Direktstimmen
| Kandidaten               | Kandidaten                | Parteien           | Stimmen | %    |
| ------------------------ | ------------------------- | ------------------ | ------- | ---- |
|                          | Elena Emma Cordonigewählt | L’Ulivo            | 38.864  | 52,2 |
|                          | Vincenzo Soldati          | Casa delle Libertà | 30.887  | 41,5 |
|                          | Luciano Faenzi            | Democrazia Europea | 2.482   | 3,3  |
|                          | Enrico Baudinelli         | Lista Di Pietro    | 2.198   | 3,0  |
| Gesamt                   | Gesamt                    | Gesamt             | 74.431  | 100  |
|                          |                           |                    |         |      |
| Ungültige Stimmen        | Ungültige Stimmen         | Ungültige Stimmen  | 5.957   | 7,4  |
| Wähler                   | Wähler                    | Wähler             | 80.388  | 83,4 |
| Wahlberechtigte          | Wahlberechtigte           | Wahlberechtigte    | 96.391  |      |
|                          |                           |                    |         |      |
| Quelle: Innenministerium |                           |                    |         |      |

##### Listenstimmen
| Parteien                               | Parteien                             | Parteien                             | Stimmen | %    |
| -------------------------------------- | ------------------------------------ | ------------------------------------ | ------- | ---- |
|                                        | Casa delle Libertà                   | Forza Italia                         | 19.314  | 25,7 |
| Alleanza Nazionale                     | Casa delle Libertà                   | 10.330                               | 13,7    |      |
| CCD – CDU                              | Casa delle Libertà                   | 1.942                                | 2,6     |      |
| Nuovo PSI                              | Casa delle Libertà                   | 1.241                                | 1,7     |      |
| Lega Nord                              | Casa delle Libertà                   | 735                                  | 1,0     |      |
| ↳ Gesamt                               | Casa delle Libertà                   | 33.562                               | 44,6    |      |
|                                        | L’Ulivo                              | Democratici di Sinistra              | 15.258  | 20,3 |
| La Margherita (Dem – PPI – RI – Udeur) | L’Ulivo                              | 11.356                               | 15,1    |      |
| Partito dei Comunisti Italiani         | L’Ulivo                              | 1.942                                | 2,6     |      |
| Il Girasole (FdV – SDI)                | L’Ulivo                              | 1.455                                | 1,9     |      |
| ↳ Gesamt                               | L’Ulivo                              | 30.011                               | 39,9    |      |
|                                        | Partito della Rifondazione Comunista | Partito della Rifondazione Comunista | 7.038   | 9,4  |
|                                        | Lista Di Pietro                      | Lista Di Pietro                      | 2.012   | 2,7  |
|                                        | Lista Emma Bonino                    | Lista Emma Bonino                    | 1.563   | 2,1  |
|                                        | Democrazia Europea                   | Democrazia Europea                   | 817     | 1,1  |
|                                        | Comunismo                            | Comunismo                            | 139     | 0,2  |
|                                        | Abolizione Scorporo                  | Abolizione Scorporo                  | 48      | 0,1  |
| Gesamt                                 | Gesamt                               | Gesamt                               | 75.190  | 100  |
|                                        |                                      |                                      |         |      |
| Ungültige Stimmen                      | Ungültige Stimmen                    | Ungültige Stimmen                    | 5.204   | 6,5  |
| Wähler                                 | Wähler                               | Wähler                               | 80.394  | 83,4 |
| Wahlberechtigte                        | Wahlberechtigte                      | Wahlberechtigte                      | 96.391  |      |
|                                        |                                      |                                      |         |      |
| Quelle: Innenministerium               |                                      |                                      |         |      |

## Von 2017 bis 2020

### Wahlkreisgebiet
| Wahlkreise – Camera dei deputati – Toskana | Wahlkreise – Camera dei deputati – Toskana | Wahlkreise – Camera dei deputati – Toskana |
| Provinz                                    | Provinz                                    | Gemeinden nach Provinzen ⮞ Wahlkreis |
| ------------------------------------------ | ------------------------------------------ | --- |
|                                            | Metropolitanstadt Florenz (42 Gemeinden)   | Teil von Florenz ⮞ Wahlkreis Florenz – Novoli – Peretola Teil von Florenz ⮞ Wahlkreis Florenz – Scandicci 15 ⮞ Wahlkreis Empoli 19 ⮞ Wahlkreis Sesto Fiorentino 3 ⮞ Wahlkreis Poggibonsi |
|                                            | Provinz Arezzo (37 Gemeinden)              | 30 ⮞ Wahlkreis Arezzo 5 ⮞ Wahlkreis Siena 2 ⮞ Wahlkreis Sesto Fiorentino |
|                                            | Provinz Grosseto (28 Gemeinden)            | alle ⮞ Wahlkreis Grosseto |
|                                            | Provinz Livorno (20 Gemeinden)             | 11 ⮞ Wahlkreis Livorno 9 ⮞ Wahlkreis Grosseto |
|                                            | Provinz Lucca (33 Gemeinden)               | 26 ⮞ Wahlkreis Lucca 5 ⮞ Wahlkreis Massa 2 ⮞ Wahlkreis Pistoia |
|                                            | Provinz Massa-Carrara (17 Gemeinden)       | alle ⮞ Wahlkreis Massa |
|                                            | Provinz Pisa (37 Gemeinden)                | 12 ⮞ Wahlkreis Pisa 25 ⮞ Wahlkreis Poggibonsi |
|                                            | Provinz Pistoia (20 Gemeinden)             | 17 ⮞ Wahlkreis Pistoia 2 ⮞ Wahlkreis Prato 1 ⮞ Wahlkreis Empoli |
|                                            | Provinz Prato (7 Gemeinden)                | alle ⮞ Wahlkreis Prato |
|                                            | Provinz Siena (35 Gemeinden)               | 30 ⮞ Wahlkreis Siena 5 ⮞ Wahlkreis Poggibonsi |

Der Wahlkreis umfasste 22 Gemeinden:
- alle 17 Gemeinden der Provinz Massa-Carrara;
- 5 Gemeinden der Provinz Lucca (Camaiore, Forte dei Marmi, Pietrasanta, Seravezza und Stazzema).

### Wahlergebnisse

#### Parlamentswahl 2018
| Kandidaten               | Kandidaten               | Stimmen | %    | Listen                         | Stimmen | %    |
| ------------------------ | ------------------------ | ------- | ---- | ------------------------------ | ------- | ---- |
|                          | Deborah Bergaminigewählt | 58.962  | 37,4 | Lega                           | 32.679  | 20,7 |
| Forza Italia             | Deborah Bergaminigewählt | 58.962  | 37,4 | 20.139                         | 12,8    |      |
| Fratelli d’Italia        | Deborah Bergaminigewählt | 58.962  | 37,4 | 5.453                          | 3,5     |      |
| Noi con l’Italia – UDC   | Deborah Bergaminigewählt | 58.962  | 37,4 | 691                            | 0,4     |      |
|                          | Adriano Simoncini        | 45.581  | 28,9 | Movimento 5 Stelle             | 45.581  | 28,9 |
|                          | Cosimo Maria Ferri       | 40.097  | 25,5 | Partito Democratico            | 33.525  | 21,3 |
| +Europa                  | Cosimo Maria Ferri       | 40.097  | 25,5 | 3.279                          | 2,1     |      |
| Italia Europa Insieme    | Cosimo Maria Ferri       | 40.097  | 25,5 | 2.603                          | 1,7     |      |
| Civica Popolare          | Cosimo Maria Ferri       | 40.097  | 25,5 | 690                            | 0,4     |      |
|                          | Chiara Geloni            | 5.780   | 3,7  | Liberi e Uguali                | 5.780   | 3,7  |
|                          | Silvano Lazzini          | 3.086   | 2,0  | Potere al Popolo!              | 3.086   | 2,0  |
|                          | Marco Bondielli          | 1.559   | 1,0  | Partito Comunista              | 1.559   | 1,0  |
|                          | Andrea Massetani         | 1.253   | 0,8  | CasaPound Italia               | 1.253   | 0,8  |
|                          | Stefano Sigali           | 616     | 0,4  | Il Popolo della Famiglia       | 616     | 0,4  |
|                          | Leonardo Cabras          | 556     | 0,4  | Italia agli Italiani (FT – FN) | 556     | 0,4  |
| Gesamt                   | Gesamt                   | 157.490 | 100  |                                | 157.490 | 100  |
|                          |                          |         |      |                                |         |      |
| Ungültige Stimmen        | Ungültige Stimmen        | 4.983   | 3,1  |                                |         |      |
| Wähler                   | Wähler                   | 162.473 | 73,1 |                                |         |      |
| Wahlberechtigte          | Wahlberechtigte          | 222.173 |      |                                |         |      |
|                          |                          |         |      |                                |         |      |
| Quelle: Innenministerium |                          |         |      |                                |         |      |

## Seit 2020

### Wahlkreisgebiet
| Wahlkreise – Camera dei deputati – Toskana | Wahlkreise – Camera dei deputati – Toskana | Wahlkreise – Camera dei deputati – Toskana                                                                 |
| Provinz                                    | Provinz                                    | Gemeinden nach Provinzen ⮞ Wahlkreis                                                                       |
| ------------------------------------------ | ------------------------------------------ | --- |
|                                            | Metropolitanstadt Florenz (41 Gemeinden)   | 1 ⮞ Wahlkreis Florenz 28 ⮞ Wahlkreis Scandicci 9 ⮞ Wahlkreis Prato 2 ⮞ Wahlkreis Arezzo 1 ⮞ Wahlkreis Pisa |
|                                            | Provinz Arezzo (36 Gemeinden)              | alle ⮞ Wahlkreis Arezzo                                                                                    |
|                                            | Provinz Grosseto (28 Gemeinden)            | alle ⮞ Wahlkreis Grosseto                                                                                  |
|                                            | Provinz Livorno (19 Gemeinden)             | alle ⮞ Wahlkreis Livorno                                                                                   |
|                                            | Provinz Lucca (33 Gemeinden)               | 26 ⮞ Wahlkreis Lucca 7 ⮞ Wahlkreis Massa                                                                   |
|                                            | Provinz Massa-Carrara (17 Gemeinden)       | alle ⮞ Wahlkreis Massa                                                                                     |
|                                            | Provinz Pisa (37 Gemeinden)                | alle ⮞ Wahlkreis Pisa                                                                                      |
|                                            | Provinz Pistoia (20 Gemeinden)             | 13 ⮞ Wahlkreis Lucca 7 ⮞ Wahlkreis Prato                                                                   |
|                                            | Provinz Prato (7 Gemeinden)                | alle ⮞ Wahlkreis Prato                                                                                     |
|                                            | Provinz Siena (35 Gemeinden)               | alle ⮞ Wahlkreis Grosseto                                                                                  |

Der Wahlkreis umfasst 24 Gemeinden:
- alle 17 Gemeinden der Provinz Massa-Carrara;
- 7 Gemeinden der Provinz Lucca (Camaiore, Forte dei Marmi, Massarosa, Pietrasanta, Seravezza, Stazzema und Viareggio).

### Wahlergebnisse

#### Parlamentswahl 2022
| Kandidaten                          | Kandidaten              | Stimmen | %    | Listen                                                  | Stimmen | %    |
| ----------------------------------- | ----------------------- | ------- | ---- | ------------------------------------------------------- | ------- | ---- |
|                                     | Elisa Montemagnigewählt | 78.994  | 44,9 | Fratelli d’Italia                                       | 49.645  | 28,2 |
| Forza Italia                        | Elisa Montemagnigewählt | 78.994  | 44,9 | 15.379                                                  | 8,7     |      |
| Lega per Salvini Premier            | Elisa Montemagnigewählt | 78.994  | 44,9 | 13.308                                                  | 7,6     |      |
| Noi Moderati                        | Elisa Montemagnigewählt | 78.994  | 44,9 | 662                                                     | 0,4     |      |
|                                     | Martina Nardi           | 48.909  | 27,8 | Partito Democratico – Italia Democratica e Progressista | 36.215  | 20,6 |
| Alleanza Verdi e Sinistra           | Martina Nardi           | 48.909  | 27,8 | 7.188                                                   | 4,1     |      |
| +Europa                             | Martina Nardi           | 48.909  | 27,8 | 4.494                                                   | 2,6     |      |
| Impegno Civico – Centro Democratico | Martina Nardi           | 48.909  | 27,8 | 1.012                                                   | 0,6     |      |
|                                     | Elda Baldi              | 21.171  | 12,0 | Movimento 5 Stelle                                      | 21.171  | 12,0 |
|                                     | Cosimo Maria Ferri      | 15.119  | 8,6  | Azione – Italia Viva                                    | 15.119  | 8,6  |
|                                     | Nicolò Martinelli       | 4.784   | 2,7  | Unione Popolare                                         | 4.784   | 2,7  |
|                                     | Paolo Zorzato           | 3.282   | 1,9  | Italexit per l’Italia                                   | 3.282   | 1,9  |
|                                     | Katiuscia Marchetti     | 2.619   | 1,5  | Italia Sovrana e Popolare                               | 2.619   | 1,5  |
|                                     | Francesco Spataro       | 1.190   | 0,7  | Vita                                                    | 1.190   | 0,7  |
| Gesamt                              | Gesamt                  | 176.068 | 100  |                                                         | 176.068 | 100  |
|                                     |                         |         |      |                                                         |         |      |
| Ungültige Stimmen                   | Ungültige Stimmen       | 7.632   | 4,2  |                                                         |         |      |
| Wähler                              | Wähler                  | 183.700 | 64,7 |                                                         |         |      |
| Wahlberechtigte                     | Wahlberechtigte         | 283.919 |      |                                                         |         |      |
|                                     |                         |         |      |                                                         |         |      |
| Quelle: Innenministerium            |                         |         |      |                                                         |         |      |